# Barbara Jago
Barbara Jago (* 20. Jahrhundert in Liverpool in England) ist eine britische Drehbuchautorin und ehemalige Tänzerin.

## Biografie
Jago, die in Liverpool im Nordwesten von England geboren wurde, wurde an der Liverpool Theatre School im Fach „Klassischer Tanz“ ausgebildet. Im Alter von 15 Jahren stand sie zusammen mit der Balletttänzerin Margot Fonteyn auf der Bühne. Später arbeitete sie im Unternehmen von Tom Arnold als professionelle Tänzerin. Im Alter von 21 Jahren arbeitete sie als Stewardess, heiratete mit 24 und wurde Mutter eines Sohnes und einer Stieftochter. Bevor sie sich beruflich ausschließlich dem Schreiben von Drehbüchern zuwandte, arbeitete sie auch als Privatdetektivin.
Jago schreibt seit mehr als 25 Jahre Drehbücher, wobei sie vorwiegend für deutsche Produktionen arbeitet. Für ihr zusammen mit Thomas Berger erstelltes Drehbuch zu Busenfreunde 2 – Alles wird gut! wurde sie 1999 mit dem Bayerischen Fernsehpreis ausgezeichnet.
Die Autorin hält auch Vorträge, so beispielsweise 2010 beim London Screenwriters Festival, zudem betreibt Jago eine Agentur in Manchester.

## Filmografie (Auswahl)
- 1990: Farendji
- 1993: Der grüne Heinrich
- 1996: Flame
- 1997: Busenfreunde (Fernsehfilm)
- 1998: 2 Männer, 2 Frauen – 4 Probleme!?
- 1998: Liebling, vergiß die Socken nicht! (Fernsehfilm)
- 1998: Busenfreunde 2 – Alles wird gut! (Fernsehfilm)
- 1999: Rendezvous mit dem Teufel (Fernsehfilm)
- 2002: Zwei Affären und eine Hochzeit (Fernsehfilm)
- 2003: Der Poet
- 2003: Weihnachtsmann über Bord (Fernsehfilm)
- 2003/2004: Kommissarin Lucas
  - Die blaue Blume
  - Vergangene Sünden
  - Vertrauen bis zuletzt
- 2005: Bettgeflüster & Babyglück (Fernsehfilm)
- 2006: Ein Familienschreck kommt selten allein (Fernsehfilm)
- 2007: Auf dem Vulkan (Fernsehfilm)
- 2007: Wenn Liebe doch so einfach wär’ (Fernsehfilm)
- 2008: Der Sushi Baron – Dicke Freunde in Tokio (Fernsehfilm)
- 2009: Stürme in Afrika (Fernsehfilm)
- 2009: Ein Date fürs Leben (Fernsehfilm)
- 2009: 40+ sucht neue Liebe (Fernsehfilm)
- 2009: Klick ins Herz (Fernsehfilm)
- 2010: Kein Geist für alle Fälle (Fernsehfilm)
- 2011: Kissenschlacht (Fernsehfilm)
- 2014: Warum ich meinen Boss entführte (Fernsehfilm)
- 2015: Zum Teufel mit der Wahrheit (Fernsehfilm)

## Auszeichnungen (Auswahl)
1999: Gewinnerin des Bayerischen Fernsehpreises für Busenfreunde 2 – Alles wird gut! (gemeinsam mit Thomas Berger)